# Frida Abramowna Wigdorowa
Frida Abramowna Wigdorowa (russisch Фрида Абрамовна Вигдорова; * 3. Märzjul. / 16. März 1915greg. in Orscha, Gouvernement Mogiljow; † 7. August 1965 in Moskau) war eine sowjetische Journalistin und Schriftstellerin.

## Leben
Die Lehrertochter Wigdorowa studierte am Moskauer Pädagogischen Institut in der Literatur-Fakultät mit Abschluss 1937. Darauf unterrichtete sie  russische Literatur an einer Schule.
Bald wandte sich Wigdorowa der Journalistik zu und arbeitete für die Prawda, die Komsomolskaja Prawda und die Literaturnaja gaseta. In den 1940er Jahren veröffentlichte sie hauptsächlich Aufsätze über Schulprobleme und Kindererziehung teilweise zusammen mit Nora Gal. Während der Antikosmopolitismus-Kampagne wurde sie von der Komsomolskaja Prawda entlassen. Sie zeichnete die Erinnerungen der Mutter der Heldin der Sowjetunion Soja Anatoljewna Kosmodemjanskajas auf. Ihr erstes Buch war die Novelle Moi klass: Sapiski utschitelnizy (Meine Klasse: Aufzeichnungen einer Lehrerin), die 1949 erschien.
Ab Mitte der 1950er Jahre widmete sich Wigdorowa den Leserbriefen, um die geschilderten Probleme aufzunehmen und den Menschen in schwierigen Situationen mit ihren Artikeln zu helfen. Aus dieser Leserbriefarbeit resultierten zwei Bücher, die 1963 und 1969 erschienen. Sie begründete damit eine neue journalistische Arbeitsweise, die von Jewgeni Bogat, Olga Tschaikowskaja und anderen übernommen wurde. Auch half sie anderen Schriftstellern. Sie wirkte bei der Veröffentlichung der ersten Werke I. Grekowas mit und setzte sich für die russische Übersetzung von Antoine de Saint-Exupérys Der kleine Prinz ein.
Beim Prozess gegen Joseph Brodsky nahm Wigdorowa im Februar 1964 an der Gerichtsverhandlung teil. Sie fertigte eine ausführliche Niederschrift an, die im Samisdat neben früheren Werken Alexander Solschenizyns eine weite Verbreitung fand und auch im Ausland gelesen wurde.
In erster Ehe war Wigdorowa mit Alexander Iossifowitsch Kulakowski (1912–1942, gefallen im Großen Vaterländischen Krieg) verheiratet. Ihre Tochter Galina (1937–1974) war Physik-Lehrerin. In zweiter Ehe heiratete Wigdorowa den Schriftsteller Alexander Raskin (1914–1971). Ihre Tochter Alexandra (* 1942) wurde Philologin und heiratete den Mathematiker Alexander Wentzel, Sohn I. Grekowas, mit dem sie in den USA lebt.
Wigdorowa starb am 7. August 1965 in Moskau an Bauchspeicheldrüsenkrebs und wurde auf dem Wwedenskoje-Friedhof neben dem Grab Iwan Dmitrijewitsch Sytins begraben.
Alexander Ginsburg widmete Wigdorowa sein Buch über den Prozess gegen Andrei Sinjawski und Juli Daniel. Ein Lied Alexander Galitschs erinnert an Wigdorowa.